# Vẫn cứ thích em (phim truyền hình)
Vẫn cứ thích em (phồn thể: 偏偏喜歡你; giản thể: 偏偏喜欢你; tiếng Anh: Destined To Love You) là một bộ phim truyền hình Trung Quốc phát sóng năm 2015. Phim do Ngô Cẩm Nguyên, Đặng Diễn Thành, Trần Quốc Hoa đạo diễn, bắt đầu quay từ ngày 14 tháng 10 năm 2014 cho đến ngày 2 tháng 2 năm 2015 gồm 112 buổi. Phim được phát sóng trên truyền hình vệ tinh Hồ Nam từ ngày 16 tháng 6 năm 2015.
Tại Việt Nam, bộ phim được lồng tiếng Việt và được phát sóng trên kênh HTV3 từ ngày 12 tháng 1 đến ngày 3 tháng 3 năm 2017, và một lần nữa từ ngày 6 tháng 4 đến ngày 26 tháng 5 năm 2017.

## Nội dung
Năm 1916, cô gái nghèo Tiền Bảo Bảo vì muốn kiếm tiền để cứu chữa cho người mẹ mang trọng bệnh đã ứng tuyển làm giáo quan cho Trường Quân đội Long Thành với việc mạo danh thân phận Tiêu Hàm, nữ tiến sĩ du học đã qua đời trong một vụ tai nạn. Mặc dù cô dự định chỉ làm việc trong trường cho đến khi đủ tiền chữa bệnh cho mẹ, cô lại bị xoáy vào vòng xoay tình cảm giữa Thẩm Văn Đào, người theo đuổi nhiệt tình, và vị hôn phu Hạng Hạo của Tiêu Hàm. Để không tiết lộ thân phận thật, Tiền Bảo Bảo vừa phải trốn chạy tình cảm với Hạng Hạo, vừa phải xoá bỏ nghi ngờ của Thẩm Văn Đào.
Trong lúc tình cảm còn hỗn loạn thì rắc rối lại xuất hiện, hoá ra Tiêu Hàm vẫn chưa chết, sự trở lại của cô khiến Tiền Bảo Bảo đứng trước sự tra khảo của lương tâm.

## Phân vai

### Vai chính
- Trần Kiều Ân vai Tiền Bảo Bảo (vai chính) (Lồng tiếng: Ngọc Quyên)
- Giả Nãi Lượng vai Hạng Hạo (vai chính) (Lồng tiếng: Hoàng Khuyết)
- Huỳnh Tông Trạch vai Thẩm Văn Đào (Lồng tiếng: Quang Tuyên)

### Vai phụ
- Trịnh Sảng vai Tiêu Hàm (Lồng tiếng: Thu Huyền)
- Trương Vân Long vai Cố Tiểu Bạch (Lồng tiếng: Chánh Tín)
- Lưu Điềm Nhữ vai Thẩm Văn Vũ (Lồng tiếng: Thúy Hằng)
- Cao Vỹ Quang vai Đỗ Phong (Lồng tiếng: Tấn Phong)
- Lý Tử Phong vai Cao Mỹ Nhân (Lồng tiếng: Tuấn Anh)
- Từ Kỳ Phong vai Lý Thiên Hàn (Lồng tiếng: Minh Vũ)
- Uông Dương vai Tạ Thiên Kiều (Lồng tiếng: Hoài Thương)
- Đàm Tuấn Ngạn vai Âu Dương Phi (Lồng tiếng: Trí Luân)
- Hứa Thiệu Hùng vai Lý Kế Châu (Lồng tiếng: Chơn Nhơn)
- Trịnh Long vai Hàn Húc
- Trương Ninh Giang vai Lưu Thiên Vũ
- Triệu Thiên Nghị vai Tô Duệ

## Nhạc phim
1. Yêu đến tận cùng - Đàm Duy Duy
2. Tình yêu như máu - Hòa Hối Tuệ
3. Xin lỗi - Viên Dã